# Gottfried von Schlüsselberg

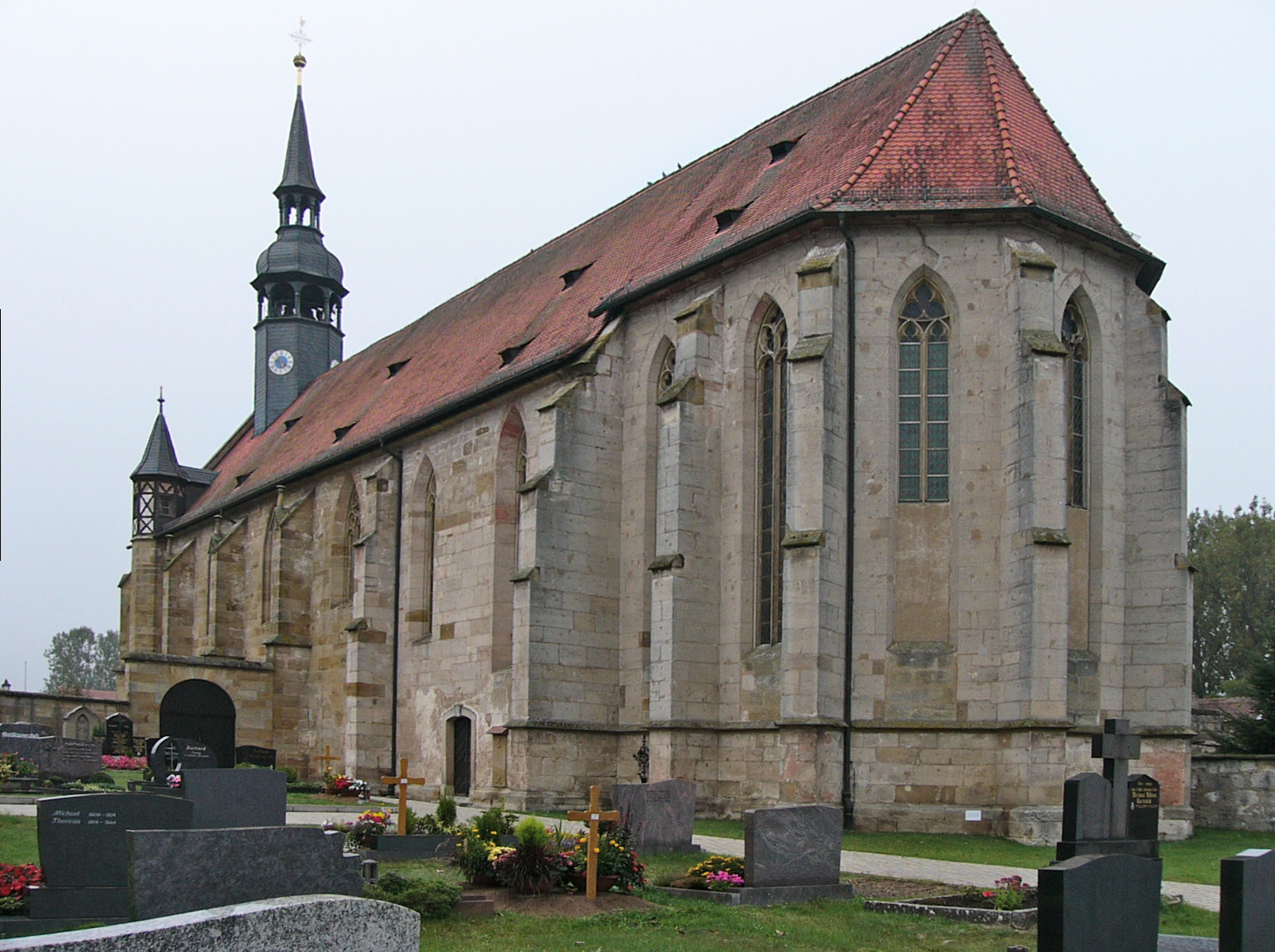
Klosterkirche Schlüsselau

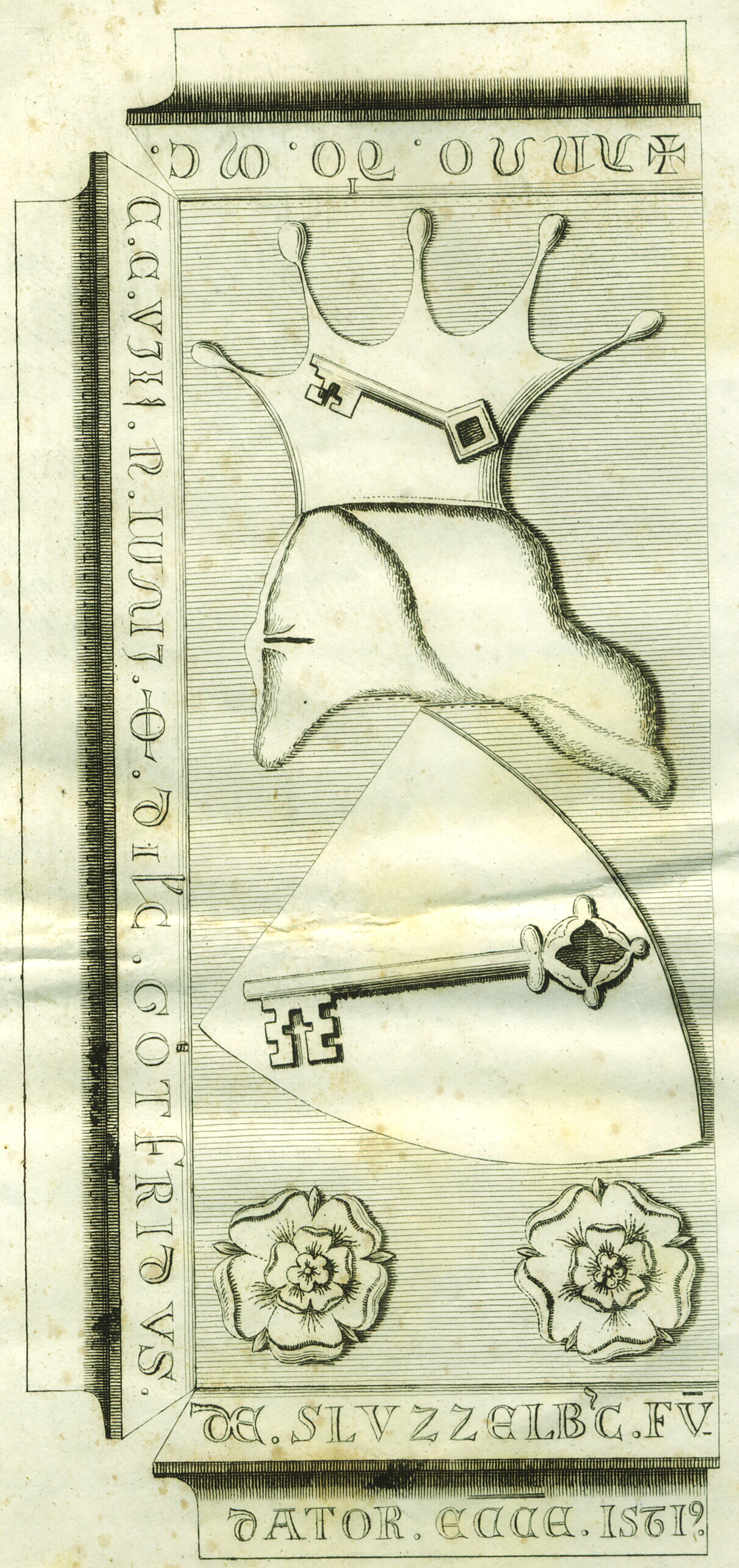
Grabmal Gottfrieds im Kloster Schlüsselau, Kupferstich von 1821

Gottfried von Schlüsselberg († 5. Juni 1308) war ein fränkischer Edelfreier, der zum Gründerumfeld von Kloster Schlüsselau gehörte und in dessen Kirche bestattet wurde.

## Herkunft und Familie
Gottfried stammte aus der hochadeligen Familie von Schlüsselberg. Er hat mit seinem Bruder Konrad I. die Klostergründung seines Vaters Eberhard IV. von Schlüsselberg, der mit Elisabeth von Hohenzollern-Nürnberg verheiratet war, durch weitere Gaben ergänzt und damit den Bau der Klosterkirche ermöglicht. Er stiftete aber auch andernorts: 1298 bestätigte Papst Bonifatius VIII. dem Komtur und den Brüdern vom Deutschen Hause in Mergentheim das Patronatrecht der Kirche in Böttigheim, das ihnen der Edle Gottfried von Schlüsselberg geschenkt hatte. Dem Deutschen Orden war Heinrich von Schlüsselberg, ein Sohn oder Neffe Gottfrieds, beigetreten, der 1300 als Zeuge für Adelheid von Hohenlohe und Bischof Mangold von Würzburg auftrat.

### Zwei Ehen, eine Erbin
Gottfried war in erster Ehe mit Mechthild, Tochter des Grafen Poppo von Wertheim, und in zweiter mit Margarethe, Tochter des Grafen Wilhelm von Katzenelnbogen, verheiratet. Seine Tochter Elisabeth († nach 1350) heiratete Graf Konrad junior von Vaihingen und scheint seine einzige Erbin gewesen zu sein. Ihr Gatte Konrad von Vaihingen versuchte am 11. November 1323 vor dem Hofgericht in Nürnberg vergeblich, ihre vermeintlichen Ansprüche gegen Bischof Johann von Bamberg durchzusetzen, der das Amt anstelle ihres dafür vorgesehenen und 1322 gestorbenen Vetters Ulrichs von Schlüsselberg besetzt hatte.
Da die Fürsten und die sonstigen Stände zu keinem gemeinsamen Urteil fanden, kam König Ludwig mit seinem Rat überein, dass der Anspruch Konrads von Vaihingen gegenüber dem Bischof und dessen Hochstift ungerechtfertigt sei, „nachdem Burggraf Friedrich von Nürnberg, Heinrich Küchenmeister von Nortenberg, der Hof(gerichts)schreiber Adolf und Meister Hermann, Pfarrer zu Sankt Sebald in Nürnberg, auf ihren Eid erklärt hatten, dass der verstorbene Kaiser Heinrich (VII.) mit rechtem Gericht und Urteil das Hochstift Bamberg von der vorbezeichneten Klage freigesprochen habe“.
Elisabeth war eine Cousine von Konrad II. von Schlüsselberg, Gottfried also nicht dessen Vater und Ulrich von Schlüsselberg vermutlich ein gemeinsamer Vetter.

### Gottfrieds Grabmal
Gottfrieds Grabmal war ursprünglich prominent in der Mitte des Chorraumes der Klosterkirche Schlüsselau aufgestellt. Die Grabplatte trägt das Schlüsselberger Wappen, darunter zwei fünfblättrige Rosen. Die Umschrift weist ihn als Stifter („fundator“) aus. Seine Schwester Gisela von Schlüsselberg war derzeit erste Äbtissin des Klosters.